# Yazganita
La yazganita és un mineral de la classe dels arsenats, que pertany al grup de l'al·luaudita. Rep el seu nom del doctor Evren Yazgan (1943-), geòleg de Turquia, qui va recollir les mostres que contenen el mineral.

## Característiques
La yazganita és un arsenat de fórmula química NaMgFe3+
2(AsO₄)₃·H₂O. Va ser aprovada com a espècie vàlida per l'Associació Mineralògica Internacional l'any 2003. Cristal·litza en el sistema monoclínic. La seva duresa a l'escala de Mohs és 5.
Segons la classificació de Nickel-Strunz, la yazganita pertany a «08.AC: Fosfats, etc. sense anions addicionals, sense H₂O, amb cations de mida mitjana i gran» juntament amb els següents minerals: howardevansita, al·luaudita, arseniopleïta, caryinita, ferroal·luaudita, hagendorfita, johil·lerita, maghagendorfita, nickenichita, varulita, ferrohagendorfita, bradaczekita, groatita, bobfergusonita, ferrowyl·lieïta, qingheiïta, rosemaryita, wyl·lieïta, ferrorosemaryita, qingheiïta-(Fe2+), manitobaïta, marićita, berzeliïta, manganberzeliïta, palenzonaïta, schäferita, brianita, vitusita-(Ce), olgita, bario-olgita, whitlockita, estronciowhitlockita, merrillita, tuïta, ferromerrillita, bobdownsita, chladniïta, fil·lowita, johnsomervilleïta, galileiïta, stornesita-(Y), xenofil·lita, harrisonita, kosnarita, panethita, stanfieldita, ronneburgita, tillmannsita i filatovita.

## Formació i jaciments
Va ser descoberta l'any 2003 en roques andesítiques al complex volcànic d'Erciyes, a Kiranardi, a la província de Kayseri (Anatòlia Central, Turquia), l'únic indret on ha estat trobada. Sol trobar-se associada a altres minerals com: tridimita, realgar, orpiment, magnetita, hematites i cassiterita.